# Columbarium suzukii
Columbarium suzukii is een slakkensoort uit de familie van de Turbinellidae. De wetenschappelijke naam van de soort is voor het eerst geldig gepubliceerd in 1972 door Habe & Kosuge.